# Танака, Рюкити
Рюкити Танака (яп. 田中 隆吉 Танака Рю:кити, 28 сентября 1896 — 24 ноября 1972) — генерал-майор Императорской армии Японии, командир артиллерийских частей.

## Биография
Родился на территории современного города Ясуги (префектура Симане), учился в военных училищах. Окончил Военную академию Императорской армии в 1913 году, 26-й класс, артиллерист. Начинал службу в составе 23-го полка полевой артиллерии в Окаяме. В 1923 году окончил Высшую военную академию (34-й класс), занимал посты в Генеральном штабе Императорской армии Японии.
За время службы Танака познакомился с идеологией паназиатизма и работами его теоретика Сюмэя Окавы. В 1927—1929 годах он находился в Пекине и Калгане, занимаясь военной разведкой. В октябре 1930 года в Шанхае он познакомился с маньчжурской принцессой Ёсико Кавасима, которая благодаря контактам с маньчжурской и монгольской аристократии создала большую подпольную шпионскую сеть. Они находились в Шанхае в дни инцидента 28 января 1932 года, когда в городе начались бои между силами Китайской Республики и японцами.
В августе 1932 года Танака вернулся в Японию и был назначен командиром 4-го полка полевой артиллерии. В 1934—1935 годах служил в 1-м полку тяжёлой полевой артиллерии, в 1935—1937 годах — во 2-м отделе Квантунской армии. Во время кампании во Внутренней Монголии по поручению генерала Дзиро Минами отправился в апреле 1935 года на переговоры с маньчжурским князем Дэ Ван Дэмчигдонровом. В 1937—1939 годах командовал 25-м полком горной артиллерии в Маньчжоу-го, участвовал в Хасанских боях, где его полк был разгромлен. В 1939—1940 годах он был начальником отдела военной службы в Министерстве войны. В марте 1940 года произведён в генерал-майоры и на время возглавил штаб 1-й японской армии в Китае.
Во время нахождения на посту начальника штаба 1-й армии Танака утвердил военную доктрину японских войск на территории Китая, которая стала известна как политика трёх «всех» («убить всё, сжечь всё, ограбить всё»). Войска Танаки пытались занять провинцию Шаньси, однако в боях против войск Яня Сишаня потерпели неудачу. В конце 1940 года Танака вернулся в Японию и стал директором разведывательно-диверсионной школы Накано. До 1942 года из-за проблем со здоровьем Танака числился в резерве, пока не был направлен в Восточную армию на некоторое время. В 1945 году командовал гарнизоном крепости Рацу.
Во время Токийского процесса Танака проходил трижды как свидетель обвинения и дважды как свидетель защиты. Прокурор Джозеф Кинан использовал показания Танаки, чтобы заставить Хидэки Тодзио сознаться при даче ложных показаний касаемо императора Хирохито. Скончался в 1972 году от колоректального рака.